# ヤングガンガン
『ヤングガンガン』（YOUNG GANGAN）は、スクウェア・エニックスが発行する日本の隔週刊青年漫画雑誌。毎月第1・第3金曜日発売。通称「YG」「ヤンガン」など。

## 概要
2004年12月3日に『ガンガンYG』から『ヤングガンガン』に誌名を変更し創刊された。毎月第1・第3金曜日に発売（翌年1月の第1金曜が年始休みとなる場合、12月第3金曜との合併号として、第4金曜に発売される）。
グラビアを掲載している点が特徴。また、2006年よりワタナベエンターテインメントと共同で新人アイドルオーディション「B-GIRL Audition」を開催している。
2007年6月に増刊号『増刊ヤングガンガン』が発刊されたが、同誌は隔月刊『増刊ヤングガンガンビッグ』へのリニューアルを経て2011年10月より『月刊ビッグガンガン』となった。
2017年3月17日発売の2017年7号より、電子書籍版の配信を開始した。

## 現在の連載作品
太字はガンガンONLINEにも再掲載される作品。2025年17号現在（2025年8月16日現在）。
- 咲-Saki-（小林立）：2006年12号 -
- +チック姉さん（栗井茶）：2011年1号 -
- デッドマウント・デスプレイ（原作：成田良悟、作画：藤本新太）：2017年21号[4] -
- 騎士団長のエルフさんだって乙女がしたい。（大野ツトム）：2022年22号[5] -
- マリーゴーラウンド Marry-Go-Round（高津カリノ）：2023年7号[6] -
- メカニカル バディ ユニバース 1.0（加藤拓弐）：2023年9号[7] -
- 翠花は少子化担当（石川秀幸）：2023年24号[8] -
- 最後の夏を人妻と（永谷えんがわ）：2024年1号[9] -
- 野球少女鷲尾@comic 鷲尾さんは楽天的でいたい（脚本：望公太、作画：松田遊、原案協力：ニッポン放送「乃木坂46のオールナイトニッポン」）：2024年5号[10] -
- 讐演のアルアビュール（宮原都）：2024年6号[11] -
- 追放勇者の優雅な生活〜自由になったら俺だけの最愛天使も手に入った！〜（原作：藤七郎、漫画：AOIKO、キャラクター原案：みわべさくら）：2024年17号[12] -
- 玉川さん 出てました?（原作：まつたけうめ、作画：松元こみかん）：2024年24号[13] -
- 着せ替え人形でchu♡（原作：福田晋一、漫画：ちょぼらうにょぽみ）：2025年1号[14] -
- 私のこと、寝取ってみせて（玖珂ツニヤ）：2025年1号[14] -
- 宝姉妹（久川はる）：2025年2号[15] -
- VAMPXIA（白縫餡）：2025年9号[16] -
- オーガクラフト（岩見修三郎）：2025年10号[17] -
- はじめまして #初恋配信中（酉村）：2025年11号[18] -
- おじさんとフィキサチーフ（mikumo）：2025年16号[19] -
- にせもの家族（田澤裕）：2025年17号[20] -

### 月1連載
- MURCIÉLAGO -ムルシエラゴ-（よしむらかな）：2013年9号読み切り、17号 -
- ゆうべはお楽しみでしたね（金田一蓮十郎）：2014年13号 -
- 地獄の教頭（大沼良太）：2015年17号[注釈 1] -
- ゴブリンスレイヤー外伝：イヤーワン（原作：蝸牛くも、作画：栄田健人、キャラクター原案：足立慎吾/神奈月昇）：2017年19号[21] -
- ダンジョンに出会いを求めるのは間違っているだろうか（原作：大森藤ノ、漫画：九二枝 → 矢町大成 キャラクター原案：ヤスダスズヒト）：2013年16号 - 2018年18号、2019年18号[22][注釈 2] -
- 不器用な先輩。（工藤マコト）：2019年24号[24] -
- 高校生WEB作家のモテ生活「あんたが神作家なわけないでしょ」と僕を振った幼馴染が後悔してるけどもう遅い（原作：茨木野、漫画：さとうゆう、キャラクター原案：一乃ゆゆ）：2022年10号[25] -
- ぼくらはみんな＊んでいる（金田一蓮十郎）：2022年17号[26] -
- 裏でやんちゃな剛院田さん（加我皓平）：2023年6号[27] -
- 片田舎のおっさん、剣聖になる外伝 竜双剣の軌跡（原作：佐賀崎しげる・鍋島テツヒロ、作画：ハザマササミ、構成：四谷ゼンジ）：2025年4号[28] -

### 連載休止中の作品
- 天使の裁量（いとだまる）：2012年9号  -
- ゴッホちゃん（マブレックス）：2012年22号 -
- マリア先生は妹ガチ勢!（里見U）：2018年8号[29] -
- EAR'S GIFT-みみかき先生-（九月タカアキ）：2020年19号[30] -
- 月ヶ瀬八千詠名言集（原作：まつたけうめ、漫画：栖上ヤタ）：2021年19号[31] -

## 連載終了作品
- FINAL FANTASY XI〜THE OUT OF ORDERS〜（原作：キム・ソンジェ、作画：金炳進〈キム・ビョンジン〉）：2004年創刊号 - 2005年2号
- ぎゃんぶるムスタング（塚本ケースケ）：2004年創刊号 - 2005年16号
- サークルビー（極山裕）：2004年創刊号 - 2005年21号
- マンホール（筒井哲也）：2004年創刊号 - 2006年10号
- Missウィザード（仮）（葉月京&エヌ山+TON）：2004年創刊号 - 2007年4号 ※偶数号連載
- 戦線スパイクヒルズ（原作：原田宗典、漫画：井田ヒロト）：2004年創刊号 - 2007年17号
- すもももももも 地上最強のヨメ（大高忍）：2004年創刊号 - 2009年4号
- 少年探偵犬神ゲル（ゴツボ☆マサル）：2004年創刊号 - 2006年19号→『増刊ヤングガンガン』へ移籍
- ユーベルブラット（塩野干支郎次）：2004年創刊号 - →『増刊ヤングガンガンビッグ』へ移籍
- BAMBOO BLADE（原作：土塚理弘、作画：五十嵐あぐり）：2004年創刊号 - 2010年18号
- ニコイチ（金田一蓮十郎）：2004年創刊号 - 2012年3号
- 黒神（原作：林達永〈イム・ダリョン〉、作画：朴晟佑〈パク・ソンウ〉、脚本協力：川美我〈チョン・ミア〉〈第22話から〉）：2004年創刊号 - 2012年13号
- 天体戦士サンレッド（くぼたまこと）：2004年創刊号 - 2015年1号
- 荒川アンダー ザ ブリッジ（中村光）：2004年創刊号 - 2015年14号 ※月1連載
- セキレイ（極楽院櫻子）2004年創刊号 - 2015年17号
- ドラゴンクエスト列伝 ロトの紋章 〜紋章を継ぐ者達へ〜（監修：堀井雄二、脚本：映島巡→梅村崇、作画：藤原カムイ）：2004年創刊号 - 2020年2号[32]
- どきどきパペット（浦地コナツ）：2005年1号 - 2005年16号
- WORKING!!（高津カリノ）：2005年1号 - 2014年22号
- 地獄? 極楽? THE貧乏（瀬奈陽太郎）：2005年2号 - 2005年4号
- 化野之民（赤美潤一郎）：2005年2号 - 2005年10号
- BITTER VIRGIN（楠桂）：2005年5号 - 2008年6号 ※偶数号連載
- リセット（フランス語版）（筒井哲也）：『ガンガンYG』2004年壱号 - 参号、『ヤングガンガン』2005年6号 - 8号
- Yes! 6Mart（山下貴仁）：2005年10号 - 2005年21号
- にゃんこMe!（梶原あや）：2005年11号 - 2006年9号
- 死がふたりを分かつまで（原作：たかしげ宙、作画：DOUBLE-S）：2005年12号 - 2015年23号
- 龍園〜ドラゴンズヘブン〜（脚本：深見真、漫画：笠原夕生）：2005年13号 - 2006年13号
- Drop☆Kick（猫井ヤスユキ）：2005年14号 - 2005年24号
- あい♥どる（高瀬志帆）：2005年15号 - 2006年17号
- あみーご×あみーが（瀬口たかひろ）：2005年19号 - 2006年22号
- 同棲レシピ（大島永遠）：2005年20号 - 2010年8号
- FRONT MISSION -THE DRIVE-（原作：太田垣康男、作画：studio SEED）：2005年23号 - 2006年9号
- JACKALS（原作：村田真哉 作画：金炳進〈キム・ビョンジン〉）：2005年24号 - 2008年18号
- 解錠ジャンキー・ロック（山田秋太郎）：2006年1号 - 2007年13号 ※奇数号連載
- うめぼし（小池田マヤ）：2006年10号 - 2008年15号
- ムカンノテイオー（玉置一平、監修・取材協力：HT企画）：2006年13号 - 2008年6号
- いわせてみてえもんだ（さと）：2006年14号 - 2007年5号
- はなまる幼稚園（勇人）：2006年18号 - 2011年21号
- 天保異聞 妖奇士（原作：會川昇・BONES、漫画：蜷川ヤエコ）：2006年19号 - 2007年15号
- ライオン丸G（原作：うしおそうじ、作画：ゴツボ☆マサル）：2006年20号 - 2008年5号
- カノジョは官能小説家（後藤晶）：2006年22号 - 2010年18号
- ウルトラバロック・デプログラマー（原作：いとうせいこう、漫画：浅田寅ヲ）：2006年23号 - 2009年6号→ガンガンONLINEへ移籍 ※偶数号連載
- キズナ（結城稜）：2006年24号 - 2008年7号 ※奇数号連載
- FRONT MISSION DOG LIFE & DOG STYLE（原作：太田垣康男、作画：C.H.LINE）：2007年6号 - 2012年20号
- 探偵になるための893の方法（原作：我孫子武丸、作画：坂本あきら）：2007年13号 - 2008年19号
- 激流血 〜OVER BLEED〜（28ROUND）：2007年14号 - 2008年21号
- フダンシズム-腐男子主義-（もりしげ）：2007年15号 - 2010年21号
- 神の烙印（原作：RYO、作画：霜月かいり）：2007年16号 - 2007年21号 ※奇数号連載
- モノノ怪（原作：怪 〜ayakashi〜製作委員会、作画：蜷川ヤエコ）：2007年17号 - 2008年16号
- 鬼燈の島-ホオズキノシマ-（三部けい）：2008年1号 - 2009年14号
- ダイサイズ-DIESIZE-（小玉有起）：2008年2号 - 2008年9号
- ハーメルンのバイオリン弾き〜シェルクンチク〜（渡辺道明）：2008年3号 - 2011年21号
- マンガ家さんとアシスタントさんと（ヒロユキ）：2008年4号 - 2012年19号
- VARI DRIVE（原作：町田一八、作画：大岩ケンヂ キャラクターデザイン：ゴツボ☆マサル）：2008年8号 - 2009年8号
- ジン 〜アニメ精霊の守り人外伝〜（原作：中江美紀、作画：麻生我等）：2008年9号 - 17号
- 柚子ペパーミント（原作：佐藤大、作画：ゴツボ☆マサル）：2008年11号 - 2011年21号
- ダンセイリキガク（大和田秀樹）：2008年12号 - 2009年5号 ※奇数号連載
- んぐるわ会報（高尾じんぐ）：2008年20号 - 2010年9号
- うらさい（原作：しろがね杏、作画：柚弦）：2008年21号 - 2010年18号
- レキオス -LÉQUIOS-（原作：池上永一、作画：前嶋重機）：2008年23号 - 2010年13号
- 僕のアイドロイド（瀬口たかひろ）：2008年24・2009年1合併号 - 2009年3号→『増刊ヤングガンガン』へ移籍
- 新選組刃義抄 アサギ（原作：山村竜也、作画：蜷川ヤエコ、構成協力：町田一八）：2009年2号 - 2012年17号
- TOKYO BARDO（原作：俵喜都、作画：麻生我等）：2009年3号 - 2011年5号
- 神話ポンチ（桂明日香）：2009年8号 - 2010年13号
- ナイトメア・ゴー・ラウンド（鈴見敦）：2009年9号 - 2010年7号
- アキラとひより（桐原いづみ）：2009年10号 - 12号、23号 - 2010年2号、13号 - 15号→『増刊ヤングガンガンビッグ』へ移籍
- DARKER THAN BLACK -漆黒の花-（原作：BONES・岡村天斎、作画：岩原裕二）：2009年11号 - 2011年3号
- Be our guest（あづまゆき）：2009年12号 - 13号
- 鴉 KARASU（原作：町田一八、作画：柳ゆき助、キャラクターデザイン：大暮維人、原案：羽原大介、監修：茅野イサム、企画・立案：ワタナベエンターテインメント）：2009年19号 - 2011年21号
- イビツ（了春刀）：2009年20号 - 2010年12号
- イヴの時間（原作：吉浦康裕、漫画：太田優姫）：2010年5号 - 2012年6号
- 魍魎の揺りかご（三部けい）：2010年9号 - 2012年17号
- Lastin'Genie 遥かなる君へ（原作：津嶋メロス、作画：OZMA）：2010年11号 - 2011年3号
- STAR DRIVER 輝きのタクト（原作：BONES、漫画：KEY by Youn Story lab）：2010年18号 - 2011年24号
- 学園革命伝ミツルギ なかよし（原作：河田雄志、作画：行徒）：2010年20号 - 2011年18号→『月刊ビッグガンガン』へ移籍
- 伝説の勇者の伝説 Revision（原作：鏡貴也、漫画：矢野大成、キャラクター原案：とよた瑣織）：2010年21号 - 2011年16号
- 緋弾のアリアAA（原作：赤松中学、漫画：橘書画子、キャラクターデザイン：こぶいち）：2010年22号 - 2018年11号
- フダンシフル!（もりしげ）：2010年23号 - 2011年24号
- オシエシラバス（高尾じんぐ）：2010年24号 - 2013年6号
- ブラパ THE BLACK PARADE（緑のルーペ、原作協力：フジワラキリヲ）：2011年16号 - 2013年4号
- マニアッター☆（IKARING）：2011年17号 - 2012年17号
- 咲日和（木吉紗）：2011年18号 - 2012年17号 ※『月刊ビッグガンガン』（2011年10月から開始）との並行連載から移行
- 輪廻のラグランジェ 〜暁月のメモリア〜（漫画：吉岡公威、シナリオ：菅正太郎、原案・協力：Production I.G、協力：XEBEC・バンダイビジュアル）：2011年18号 - 2013年3号
- Dimension W（岩原裕二）：2011年19号 - 2015年23号→『月刊ビッグガンガン』へ移籍[33]
- 俺の彼女と幼なじみが修羅場すぎる4コマ（原作：裕時悠示、漫画：まりも、キャラクター原案：るろお）：2011年21号 - 2013年8号
- ケイオスリングス（原作：北島行徳、作画：パク・ジンジュン）：2011年22号 - 2013年5号
- 神と一緒に（原作：Ju Homin、漫画：三輪ヨシユキ）：2011年24号 - 2014年6号
- どーにゃつ（コザキユースケ）：2012年1号 - 2015年20号 ※2015年7月から不定期連載
- いろは坂、上がってすぐ。（勇人）：2012年2号 - 2013年16号
- 夏色キセキ（原作・原案：サンライズ、漫画：たつひこ）：2012年3号 - 2013年4号
- キャタピラー（原作：村田真哉、作画：匣咲いすか→速水時貞[34]）：2012年6号 - 2013年9号、2014年3号 - 2018年9号[34][注釈 3] ※2017年2月から月1連載
- のうりん（原作：白鳥士郎、漫画：亜桜まる、構成協力：松浦はこ キャラクター原案：切符）：2012年7号 - 2015年12号
- キッドアイラック!（長田悠幸、原作協力：町田一八）：2012年12号 - 2013年12号
- かせんとびじょきょ（原作：金巻ともこ、漫画：村上由布）：2012年14号 - 2013年22号
- 少女芸人トリオ ごるもあ（青稀シン）：2012年16号 - 2013年12号
- 思春期のアイアンメイデン（渡辺静）：2012年21号 - 2014年20号
- アイドルマスター シンデレラガールズ あんさんぶる!（原作：バンダイナムコゲームス、漫画：千葉サドル[注釈 4] 脚本：樫葉ハルキ[注釈 4]）：2012年22号 - 2015年6号
- 拡散性ミリオンアーサー ファニーガイズ型4コマ（倉林青）：2012年23号 - 2013年20号
- ラララ（金田一蓮十郎）：2012年24号 - 2021年11号[35]
- ロボット喫茶はぐるま（日月アスカ）：2013年5号 - 2013年13号 ※短期集中連載
- ドラッグオンドラグーン 死ニ至ル赤（原作：映島巡、作画：ZET、監修：ヨコオタロウ）：2013年6号 - 2014年16号 ※月1連載
- ライフライクライブ!（大橋つよし）：2013年7号 - 2013年11号 ※短期集中連載
- 勇しぶ。〜勇者になれなかった俺はしぶしぶ就職を決意しました。〜（原作：左京潤 漫画：柚木ガオ、キャラクター原案：戌角柾）：2013年10号 - 2014年10号
- 制服DUTY（山崎童々）：2013年11号 - 2014年14号
- のらうさぎ（小城徹也）：2013年11号 - 2014年24号 ※スピンオフ作品『のらうさぎ狩り』と交互に隔号連載
- カルテット!（原作：仲津興、作画：アタボンO）：2013年13号 - 2013年15号 ※短期集中連載
- 隻眼ノ少年 オカルトメイデン〜影章〜（原作・監修：平坂読、漫画：茶戸）：2013年14号 - 2014年14号
- ドラゴンクエストX 4コママンガ劇場（あべゆうき）：2013年14号 - 2014年17号 ※ガンガンONLINEで並行連載
- 妄想高校教員 森下（西渡槇）：2013年15号 - 2016年4号[36]
- マンガ家さんとアシスタントさんと2（ヒロユキ）：2013年16号 - 2014年12号 ※月1連載
- ま5（石見翔子）：2013年17号 - 2014年13号 ※第一部完
- Qの系譜（佐藤マコト）：2013年18号 - 2014年15号
- 鈴木さんの鈴木くん（みやびあきの×maa坊）：2013年22号 - 2014年23号
- スペース☆ダンディ（原作：BONES、作画：朴晟佑+REDICE、構成：原田雅史、2014年1号 - 2014年19号）
- シスプラス（勇人）：2014年6号 - 2015年5号→『月刊ビッグガンガン』より移籍
- 真実の魔法少女（備長炭）：2014年9号 - 2016年6号→ガンガンONLINEへ移籍
- みこみみみみこ〜妖魔討伐神子録〜（いしとゆうら）：2014年11号[注釈 5] - 2015年15号
- 牙の旅商人 〜The Arms Peddler〜（原作：七月鏡一、作画：梟）：2010年10号 - 2012年24号[37]、2014年24号 - 2017年2号
- 役職ディストピアリ（脚本：千賀史貴、作画：テルミン）：2014年16号 - 2016年18号[38]
- CHASE（姜恩英）：2014年21号 - 2015年19号 ※第一部完
- ダンまち4コマ そもそもダンジョンにもぐるのが間違いではないだろうか（原作：大森藤ノ、漫画：ちょぼらうにょぽみ、キャラクター原案：ヤスダスズヒト）：2014年22号 - 2015年12号、2016年9号 - 2017年5号
- トゥー・マッチ・ペイン（原田雅史）：2014年24号 - 2016年5号[39] ※集中連載
- くまふれぃば。（たかたゆうじ）：2015年1号[注釈 6] - 2016年22号
- WORKING!! Re:オーダー（高津カリノ）：2015年2号 - 2015年12号 ※月1連載
- DUEL!（藍井彬）：2015年2号 - 2017年19号
- 兄の嫁と暮らしています。（くずしろ）：2015年8号 - 10号読み切り、24号 - 2025年3号[40]
- Man In The Window（原作：マサトキ、漫画：アナジロ、構成協力：原田雅史）：2015年13号 - 2016年15号
- フラツキ[注釈 7]（小城徹也）：2015年18号 - 2016年11号
- 聖樹のパン（原作：山花典之、作画：たかはし慶行）：2015年17号 - 2021年16号[41]
- 八雲さんは餌づけがしたい。（里見U）：2015年18号 - 20号読み切り、2016年6号[42] - 2021年7号[43]
- りゅうおうのおしごと!（原作：白鳥士郎、構成：カズキ、作画：こげたおこげ、キャラクター原案：しらび、監修：西遊棋）：2015年19号プロローグ掲載、20号 - 2019年16号
- バッカーノ!（原作：成田良悟、作画：藤本新太、キャラクターデザイン：エナミカツミ）：2015年21号 - 2017年2号
- プリンセスビヨリ（勇人）：2015年21号 - 2017年12号
- 紅井さんは今日も詰んでる。（原作：尾高純一、作画：野田大輔）：2015年16号・17号読み切り、22号 - 2017年12号
- ブレイブスター☆ロマンティクス（極楽院櫻子）：2015年22号 - 2017年19号
- 文具少女ののの（星屑七号）：2015年23号 - 2016年3号
- たとえ灰になっても（鬼八頭かかし）：2016年1号 - 2019年4号 ※作者死去により連載中止[44]
- ダストボックス2.5（高津カリノ）：2016年2号[45] - 2021年16号[41]
- Lightning Anchor（河上大志郎）：2016年8号[46] - 2017年1号
- ナイツ&マジック（原作：天酒之瓢、漫画：加藤拓弐、キャラクター原案：黒銀）：2016年9号[47] - 2022年6号[48] ※第一部完
- 超人高校生たちは異世界でも余裕で生き抜くようです!（原作：海空りく、漫画：山田こたろ、キャラクター原案：さくらねこ）：2016年10号[49] - 2021年20号[50]
- 千本桜 -大正百年帝都桜京-（原曲：黒うさP/WhiteFlame、原作・キャラクターデザイン：一斗まる、漫画：石見翔子）：2016年21号[51] - 2017年21号
- 黒ゆり荘の変なゐきもの。（柚木ガオ）：2016年22号[52] - 2017年22号
- RDB -レッドデータブック-（原作：たかしげ宙、作画：六本順）：2016年22号[52] - 2019年16号 ※月1連載
- 異世界食堂（原作：犬塚惇平、漫画：九月タカアキ、キャラクター原案：エナミカツミ）：2016年23号[53] - 2019年13号 ※2018年2号から月1連載
- 現実の彼女はいりません!（原作：田尾典丈、漫画：三雲ジョージ キャラクター原案：ReDrop）：2016年24号[54] - 2019年9号→『マンガUP!』へ移籍
- 宇津野先生はメランコリック（西渡槇）：2017年6号[55] - 2018年6号
- 罪と快（染谷ユウ）：2017年8号[56] - 2020年5号
- セキレイ 彼女のいない365日のこと（極楽院櫻子）：2017年10号[57]、14号、20号 - 2018年7号 ※当初は不定期連載[要出典]
- 綺麗にしてもらえますか。（はっとりみつる）：2017年14号 - 16号読み切り[58]、20号[59] - 2023年12号[60] ※月1連載[59]。連載終了後は季節ごとに読み切りを掲載[60]
- それほど暇ではありません。（原作：尾高純一、作画：野田大輔）：2018年2号[61] - 2019年13号
- その着せ替え人形は恋をする（福田晋一）：2018年3号[62] - 2025年7号[63]
- 86-エイティシックス-（原作：安里アサト、漫画：吉原基貴、キャラクター原案：しらび、メカニックデザイン：I-IV）：2018年5号[64] - →『マンガUP!』へ移籍[65]
- 導国の魔術師 -BRAVE×CHICKEN-（原作：はらわたさいぞう、作画：鈴木匡）：2018年12号[66] - 2020年11号
- 先生、俺に構わずイッてください!![注釈 8]（イガラシユイ）：2018年17号 - 2021年16号[41]
- 天下一蹴 -今川氏真無用剣-（原作：蝸牛くも、作画：湯野由之、キャラクター原案：伊藤悠）：2018年19号[67] - 2020年1号[23] ※2019年5号から月1連載
- 裸のるーくん（青目槙斗）：2018年23号[68] - 2020年5号
- 自動販売機の前で、（斉藤ヒュウ）：2019年2号[69] - 2020年1号[23]
- 極道パラサイツ（原作：まつたけうめ、漫画：武六甲理衣）：2019年3号[70] - 2021年18号
- テツヲベルッタ テツのもとに来たのは長靴をはいた猫ではなくドーベルマンだった（大野ツトム）：2019年4号[71] - 2020年13号
- ガンズ n' プライド（伊藤イット）：2019年5号[72] - 2020年10号
- 25時のゴーストライター（梶本あかり）：2019年9号[73] - 2020年17号
- 復讐の星（伊藤寿規）：2019年10号[74] - 2020年18号
- コンビニで君との5分間。（一永のぞみ）：2019年11号[75] - 2021年23号
- 染谷まこの雀荘メシ（原案：小林立 漫画：めきめき）：2019年12号[76] - 2022年10号[25] ※月1連載[76]
- 嫁のまにまに（優風）：2019年17号[77] - 2021年7号
- MORTAL LIST モータルリスト（小見川なまり）：2019年19号[78] - 2022年21号[79]
- ゴールデンボーズ（マツリセイシロウ）：2019年20号[80] - 2020年20号→『マンガUP!』へ移籍
- さよならエデン（愛南ぜろ）：2020年3号[81] - 2022年21号[79]
- 清く正しくふしだらに（三雲ジョージ）：2020年8号[82] - 2024年4号[83]
- 恋は論破できない（柳原望）：2020年10号[84] - 2022年16号
- 処刑少女の生きる道（原作：佐藤真登、漫画：三ツ谷亮、キャラクター原案：ニリツ）：2020年13号[85] - 2024年9号[86]
- さわらぬふたりはナニをする（ホリチカ）：2020年18号[87] - 2024年10号[88] ※月1連載[89]
- だぶるぶる-Double Bull-（戌森四朗）：2020年18号[87] - 2023年12号[60]
- Hなおもちゃの作り方（永谷えんがわ）：2020年20号[90] - 2022年16号
- マーダーロック-殺人鬼の凶室-（原作：水城水城、作画：Ko-dai）：2020年21号[91] - 2023年13号
- ××が嫌いな女子なんかいません!（実倉なる）：2021年5号[92] - 2023年6号
- つりこまち（山崎夏軌）：2021年6号[93] - 2024年18号[94]
- ハットリさんと忍びたい。（若菜七弓）：2021年10号 - 2021年12号
- 恐竜ちゃんと化石くん（六本順）：2021年18号[95] - 2024年9号[86]
- 目的地に到着しました。（鮭no.マリネ）：2021年19号[31] - 2023年2号[96]
- PANDORA SEVEN -パンドラセブン-（萱島雄太）：2021年20号[50] - 2024年17号[12]
- 先生のこと、くすぐってあげる（星河だんぱ）：2021年21号[97] - 2024年2号
- 推しは推せるときに推せ!（優風）：2022年2号[98] - 2024年16号[99]
- ローマふたり暮らし（田澤裕、監修：友井太郎）：2022年5号[100] - 2024年8号[101]
- 退屈嫌いの封印術師（原作：空松蓮司・伊藤宗一、漫画：若槻咲美）：2022年12号[102] - 2023年6号→『マンガUP!』へ移籍[103]
- 回復ローションで魔王を倒すことになった。〜異世界びゅるびゅる攻略記〜（イガラシユイ）：2022年13号[104] - 2024年9号[86]
- 地球膨張（原作：よっしゃあっ！、漫画：山元ハジメ）：2022年14号[105] - 2024年5号[10]
- 地獄に堕ちてよ、お兄ちゃん（ねじがなめた）：2022年15号[106] - 2024年4号[83]
- マードリー（手羽先）：2023年2号[96] - 2024年19号[107]
- 妻は僕を太らせたい！（原作：栗栖ひよ子、漫画：すずの志侑）：2023年5号[108] - 2025年3号[40]
- Vな妹のラブソング（雨沢もっけ）：2024年2号[109] - 2025年6号[110]

## 映像化作品

### アニメ化
| 作品                             | 放送年                 | アニメーション制作                                                          | 備考                                  |
| -------------------------------- | ---------------------- | --------------------------------------------------------------------------- | ------------------------------------- |
| すもももももも 地上最強のヨメ    | 2006年-2007年          | スタジオ雲雀                                                                |                                       |
| BAMBOO BLADE                     | 2007年-2008年          | AIC ASTA                                                                    |                                       |
| 天体戦士サンレッド               | 2008年-2009年（第1期） | AIC ASTA                                                                    |                                       |
| 天体戦士サンレッド               | 2009年-2010年（第2期） | AIC ASTA                                                                    |                                       |
| セキレイ                         | 2008年（第1期）        | セブン・アークス                                                            | OVA（第1期）、未放送1話（第2期）あり  |
| セキレイ                         | 2010年（第2期）        | セブン・アークス                                                            | OVA（第1期）、未放送1話（第2期）あり  |
| 黒神                             | 2009年                 | サンライズ                                                                  | 特別編・未放送各1話あり               |
| 咲-Saki-                         | 2009年（第1期）        | GONZO（第1期・第1局 - 第14局） ピクチャーマジック（第1期・第15局 - 第25局） | OVA（咲日和）、未放送4話（第2期）あり |
| 咲-Saki-                         | 2012年（第2期）        | Studio五組                                                                  | OVA（咲日和）、未放送4話（第2期）あり |
| 咲-Saki-                         | 2014年（第3期）        | Studio五組                                                                  | OVA（咲日和）、未放送4話（第2期）あり |
| 荒川アンダー ザ ブリッジ         | 2010年（第1期・第2期） | シャフト                                                                    |                                       |
| WORKING!!                        | 2010年（第1期）        | A-1 Pictures                                                                |                                       |
| WORKING!!                        | 2011年（第2期）        | A-1 Pictures                                                                |                                       |
| WORKING!!                        | 2015年（第3期）        | A-1 Pictures                                                                |                                       |
| はなまる幼稚園                   | 2010年                 | GAINAX                                                                      |                                       |
| マンガ家さんとアシスタントさんと | 2014年                 | ZEXCS                                                                       |                                       |
| その着せ替え人形は恋をする       | 2022年（第1期）        | CloverWorks                                                                 |                                       |
| その着せ替え人形は恋をする       | 2025年（第2期）        | CloverWorks                                                                 |                                       |
| デッドマウント・デスプレイ       | 2023年                 | GEEKTOYS                                                                    |                                       |
| 不器用な先輩。                   | 2025年                 | スタジオエル                                                                |                                       |
| 綺麗にしてもらえますか。         | 2026年                 | オクルトノボル                                                              |                                       |

本誌から移籍後のテレビアニメ化作品としては「Dimension W」、「ユーベルブラット」がある。
| 作品          | 公開年        | アニメーション制作                   | 備考 |
| ------------- | ------------- | ------------------------------------ | ---- |
| +チック姉さん | 2011年-2012年 | TYOアニメーションズ バーナムスタジオ |      |

| 作品       | 放送年          | アニメーション制作 | 備考                    |
| ---------- | --------------- | ------------------ | ----------------------- |
| どーにゃつ | 2013年 - 2014年 | ギャザリング       | 約2分のショートムービー |

### 実写化
| 作品                       | 放送年           | 備考 |
| -------------------------- | ---------------- | ---- |
| 荒川アンダー ザ ブリッジ   | 2011年（テレビ） |      |
| 荒川アンダー ザ ブリッジ   | 2012年（劇場）   |      |
| 咲-Saki-                   | 2016年（テレビ） |      |
| 咲-Saki-                   | 2017年（劇場）   |      |
| ゆうべはお楽しみでしたね   | 2019年（テレビ） |      |
| その着せ替え人形は恋をする | 2024年（テレビ） |      |

## ヤングガンガンコミックス
ヤングガンガンコミックスは、『ヤングガンガン』に掲載された作品を主に収録する漫画単行本レーベル。2005年5月創刊。略称は「YG COMICS」。
判型はB6判だが、他レーベルと同様にA5判の作品も一部存在する。

## その他
2008年10月、編集部でグラビアを担当していた男性契約社員がmixiの日記において未成年のグラビアアイドルと飲酒したという虚偽の情報、およびオタクを中傷する記述をして問題になった。スクウェア・エニックスはこの契約社員を解雇し、名前を挙げられたアイドルや関係者に謝罪した。